# Stroudia nodosa
Stroudia nodosa är en stekelart som beskrevs av Giordani Soika 1976. Stroudia nodosa ingår i släktet Stroudia och familjen Eumenidae. Inga underarter finns listade i Catalogue of Life.